# منشأة الشهيد عبد المنعم رياض
منشأة الشهيد عبد المنعم رياض إحدى قرى مركز قويسنا التابع لمحافظة المنوفية في جمهورية مصر العربية.

## السكان
بلغ عدد سكان منشأة الشهيد عبد المنعم رياض 1,526 نسمة، حسب الإحصاء الرسمي لعام 2006.